# Martha P. Haynes
Martha P. Haynes   (Boston, 1 de gener de 1951) és una astrònoma estatunidenca especialitzada en radioastronomia i astronomia extragalàctica.
És la professora distingida d'arts i ciències en astronomia a la Universitat Cornell. Ha format part de diversos comitès d'alt nivell dels Estats Units d'Amèrica i de la Comunitat Astronòmica Internacional, inclòs el comitè assessor de la Divisió d'Enginyeria i Ciències Físiques de les Acadèmies Nacionals (2003-2008) i la Revisió Decada d'Astronomia i Astrofísica (el 2010). Va ser vicepresidenta del comitè executiu de la Unió Astronòmica Internacional entre 2006 i 2012, i va formar part del consell d'administració d'Associated Universities Inc. (1994-2016), exercint dos mandats com a presidenta de la junta i un any com a presidenta interina.

## Carrera acadèmica
Haynes es va graduar al Wellesley College el 1973 amb un B.A. en física i astronomia. Va anar a la Universitat d'Indiana per a fer estudis de postgrau. Allà va rebre el seu màster en 1975 i el seu doctorat el 1978. Des del 1978 fins al 1981 va treballar al Centre Nacional d'Astronomia i Ionosfera quan va marxar per convertir-se en assistent de direcció del telescopi de Green Bank. Es va incorporar a la facultat de Cornell el 1983. Allà va treballar amb el col·laborador Riccardo Giovanelli, utilitzant radiotelescopis per cartografiar la distribució de les galàxies a l'Univers.
Va ser codirectora del projecte de recerca ALFALFA, després d'haver treballat amb el projecte (i el seu projecte predecessor, l'enquesta ALFA) des de principis dels de la dècada del 2000.
Juntament amb Riccardo Giovanelli, va treballar en el desenvolupament del Telescopi Cerro Chajnantor Atacama (CCAT) a mitjans de la dècada del 1990, que ha portat a la construcció del Telescopi Submillimètric Fred Young (FYST) al Cerro Chajnantor, al nord de Xile. És (a partir del 2020) la presidenta del consell d'administració del projecte CCAT.

## Premis i honors
- El 1989, Haynes va rebre juntament amb el seu col·laborador Riccardo Giovanelli la medalla Henry Draper «per la primera visió tridimensional d'algunes de les notables estructures filamentosa a gran escala del nostre Univers visible».[5]
- El 1999 va ser escollida a l'Acadèmia Americana de les Arts i les Ciències i el 2000 va ser escollida a l'Acadèmia Nacional de Ciències.
- Va ser guardonada amb la Medalla d'Or Catherine Wolfe Bruce de la Societat Astronòmica del Pacífic el 2019 «en reconeixement de tota una vida d'assoliments i contribucions excepcionals a la investigació astrofísica».[6]
- L'asteroide (26744) Marthahaynes, descobert pels astrònoms del programa LONEOS a l'Estació Anderson Mesa l'any 2001, va rebre el seu nom en honor.[7] El Minor Planet Center va publicar la citació oficial del nom el 8 de novembre de 2019 (M.P.C. 118219).[8]
- Va ser guardonada a la Conferència Karl G. Jansky el 2020.[9]
- Va ser escollida Legacy Fellow de l'American Astronomical Society (AAS) el 2020.[10]

## Vida personal
Haynes està casada amb l'astrònom estatunidenc d'origen italià Riccardo Giovanelli. Viuen a Ithaca, Nova York.

## Selecció de publicacions
- Haynes, M. P.. «Large-Scale Structure in the Local Universe: The Pisces-Perseus Supercluster». A: Large-Scale Motions in the Universe (en anglès).  Princeton: Princeton University Press, 1988, p. 45.
- Haynes, M. P.. «Evidence for Gas Deficiency in Cluster Galaxies». A: Clusters of Galaxies (en anglès).  Nova York: Cambridge University Press, 1990, p. 177.
- Vogt, N. P.; Herter, T.; Haynes, M. P.; Courteau, S. «The Rotation Curves of Galaxies at Intermediate Redshift» (en anglès). Astrophys. J. Lett., 415, 1993.
- Roberts, M. S.; Haynes, M. P. «Variation of Physical Properties along the Hubble Sequence» (en anglès). Annu. Rev. Astron. Astrophys., 32, 1994, pàg. 115.
- Haynes, M. P.; Broeils, A. H.. «Cool HI Disks in Galaxies». A: Gas Disks in Galaxies (en anglès).  Nova York: Springer-Verlag, 1995.